# Antonín Kramerius
Antonín Kramerius (Olomouc, 1939. július 10. – 2019. január 19.) csehszlovák válogatott cseh labdarúgó, kapus.

## Pályafutása

### Klubcsapatban
1958 és 1960 között a Dukla Olomouc, 1960 és 1962 között az MŽ Olomouc labdarúgója volt. 1962 és 1972 között a Sparta Praha csapatában védett, ahol két-két bajnoki címet és csehszlovák kupagyőzelmet szerzett. 1972–73-ban a Spartak Hradec Králové színeiben fejezte be az aktív labdarúgást.

### A válogatottban
1967 és 1970 között két alkalommal szerepelt a csehszlovák válogatottban. Részt vett az 1968-as mexikóvárosi olimpiai játékokon.

## Sikerei, díjai
Sparta Praha
- Cseh bajnokság
  - bajnok (2): 1964–65, 1966–67
- Csehszlovák kupa
  - győztes: 1964, 1972